# Petaurista xanthotis
Petaurista xanthotis es una especie de roedor de la familia Sciuridae.

## Distribución geográfica

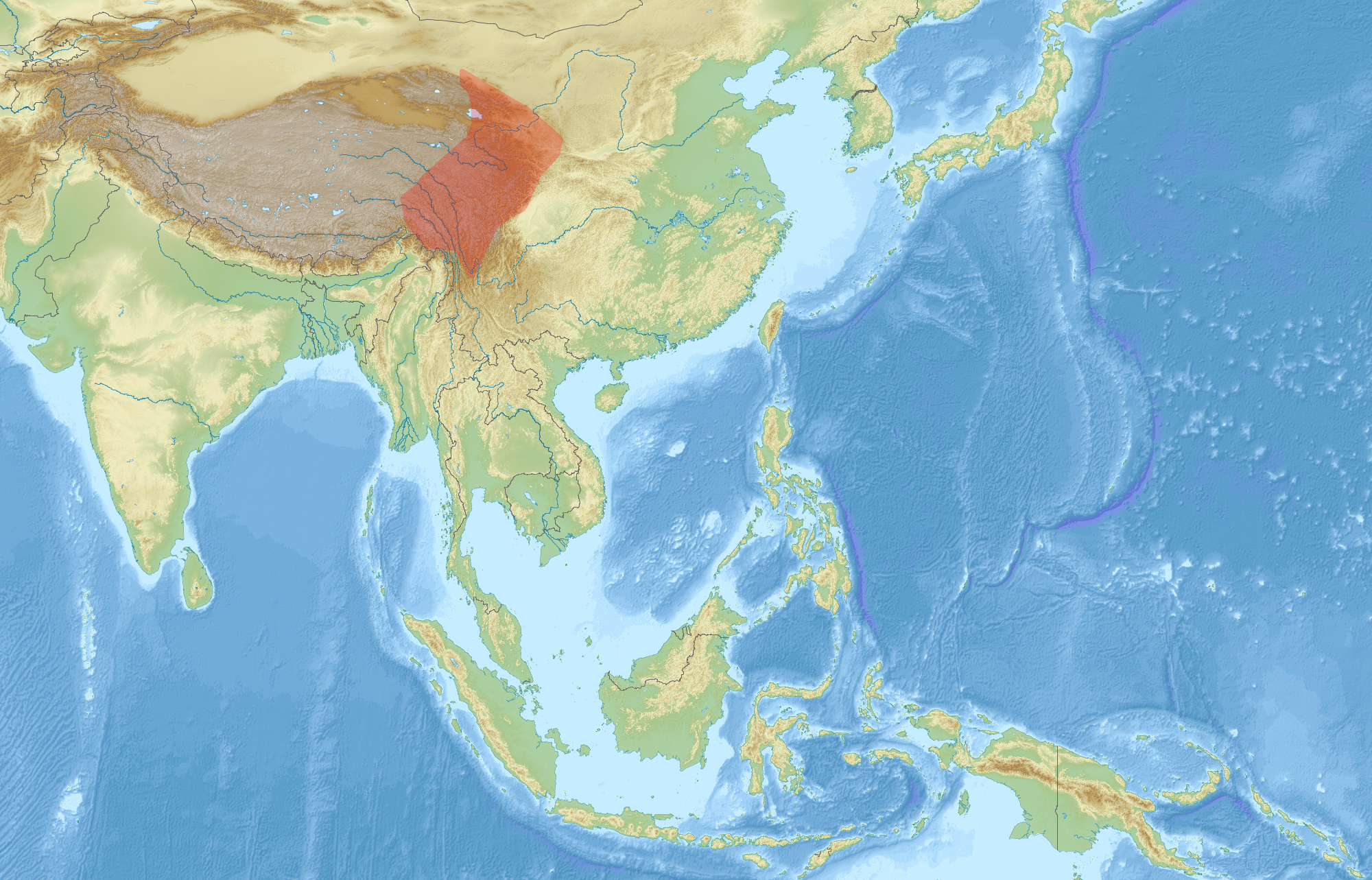
Distribución

Es  endémica de China y Laos